# Какаду червоноголовий
Какаду червоноголовий (Callocephalon fimbriatum) — вид папугоподібних птахів родини какадових (Cacatuidae).

## Поширення
Ендемік Австралії. Поширений на невеликій території вздовж південно-східного узбережжя материка. Інтродукований на острові Кенгуру. Живе у лісах з густим чагарниковим підліском.

## Опис
Довжина тіла 32-37 см; вага 250—280 г. Основне забарвлення оперення попелясто-сіре, чубчик на голові у самців яскраво-помаранчеві (у самиць він сірий). Нижня частина живота і нижні пера хвоста облямовані помаранчево-жовтим. Крила і хвіст сірі. Дзьоб світлий.